# المسرح القومي المصري

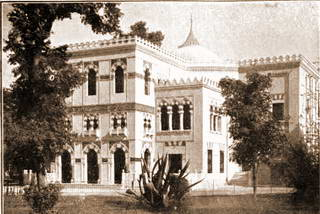
المسرح القومي المصري

المسرح القـومى المصـرى  هو أحد مسارح القاهرة ، ويقع في منطقة الأزبكية وتم تأسيسه بأمر من الخديوي إسماعيل عام 1869. ويعد المسرح القومى من العلامات الثقافية المصرية منذ بدأ نشاطه في الخمسينيات وقدم روائع المسرح العالمى ثم أعيد افتتاحه عام 1986.

## تاريخ المسرح
يشرف المسرح القومي بالقاهرة على حديقة الأزبكية ، أحد أقدم مواقع القاهرة المملوكية التي يرجع تاريخها إلى القرن الخامس عشر الميلادي ، اتخذها المماليك موقعاً لإقامة القصور وأماكن اللهو حول البركة التي كانت تحوطها آنذاك. وبمجيء نابليون بونابرت مع الحملة الفرنسية 1799 ـ 1801 شاهد في الحديقة لاعبي خيال الظل المنتشرين هناك ، فقرر إنشاء مسرح للترفيه عن جنوده ، وبعد رحيل الحملة وتولي محمد علي حكم مصر ، أمر بتجفيف البركة وتحويلها إلى حديقة عامة، ثم قام الخديوي إسماعيل في معرض نشاطه لافتتاح قناة السويس عام 1869 ببناء مبنى في الطرف الجنوبي من الحديقة خصصه للمسرح الكوميدي الفرنسي «الكوميدي فرانسيز» بجوار مبنى الأوبرا الذي أُنشِيء في العام ذاته بهدف استقبال الوفود المشاركة في احتفالاته الأسطورية بافتتاح القناة. وعلى «تياترو» الأزبكية تأسس فيما بعد أول مسرح مصري، حيث شهد هذا المسرح عام 1885 أول موسم مسرحي لفرقة أبو خليل القباني بالقاهرة، كما قدمت فرقة إسكندر فرح وبطلها سلامة حجازي أشهر أعمالها من عام 1891 إلى 1905. وكان عام 1905 هو أول موسم لفرقة الشيخ سلامة حجازي. وفيما بعد تزايدت الدعوة لإنشاء مسرح وطني وسط مطالبات بخروج قوات الاحتلال الإنجليزي عن مصر بعد الحرب العالمية الأولى، وبالفعل يتأسس «المسرح الوطني» عام 1921 في مبنى «تياترو» الخديوي بحديقة الأزبكية حيث بدأ في عرض أربع مسرحيات يومية.
وفي عام 1935 أنشئت الفرقة القومية المصرية بقيادة الشاعر خليل مطران لتقديم عروضها على خشبة المسرح الوطني، إلا أنه تم حلها في عام 1942 لتقديمها أعمالا ضد الاحتلال.

## المسرح القومي حديثا
بقيام ثورة 23 يوليو عام 1952 التي طردت الاستعمار، وأنهت الحكم الملكي في البلاد، تحوَّل اسمه إلى «المسرح القومي»، وتأسست به فرقتان مسرحيتان هما «الفرقة القومية المصرية»، و«فرقة المسرح المصري الحديث».. في وقت شهد فيه المسرح رواجا غير مسبوق بفضل كوكبة من الكتاب المسرحيين والمبدعين الذين دشنوا مرحلة جادة وجديدة في تاريخ المسرح المصري أبدعها زخم الخمسينات والحلم الثوري، وكان من بينهم: يوسف إدريس ، ونعمان عاشور ، وسعد الدين وهبة ، وألفريد فرج ، ولطفي الخولي ، ومن المخرجين عبد الرحيم الزرقاني ، وسعد أردش ، ونبيل الألفي ، وكرم مطاوع، وتألق عمالقة تمثيل المسرح على خشبته وفي مقدمتهم سيدة المسرح العربي الفنانة سميحة أيوب ، وعبد الله غيث ، وحمدي غيث ، وشفيق نور الدين ، وحمدي أحمد ، وغيرهم. وفي السنوات الأخيرة شهدت عروض المسرح القومي إقبالا جماهيريا عبر مشاركة فنانين كباراً في عروضه التي يبرز منها مسرحية «أهلا يا بكوات» بطولة حسين فهمي وعزت العلايلي ، ومسرحية «الملك لير» بطولة الفنان يحيى الفخراني التي عرضها المسرح في العام الماضي.

## مبنى المسرح
يُعَد مبنى المسرح القومي مبنى أثرياً يغلب على مواد بنائه الخشب ، ويتميز مبناه بجمال التصميم الداخلي وروعة الديكور الذي لا يزال يحتفظ برونقه. ويتكون من قاعة كبيرة تحمل اسم جورج أبيض أحد رواد المسرح المصري في الأربعينيات، فضلا عن قاعة صغيرة تحمل اسم المخرج المسرحي والممثل عبد الرحيم الزرقاني. وقاعة صغيرة خاصة بالملابس وأجهزة الإضاءة ، ومكاتب إدارية خاصة بهيئة رئاسة المسرح، ومسرح الشباب أيضا. وتقول مصادر ثقافية أن المسؤولين عن المسرح سبق أن تقدموا بالعديد من الشكاوى لعدة جهات لحماية مبنى المسرح من العشوائيات المحيطة به، حيث أصبح المكان في السنوات الأخيرة مرتعاً للباعة الجائلين، في وقت صار فيه المبنى الأثري محشوراً بين كوبري الأزهر، ومبنى جراج العتبة الذي يضم محطة مركزية للحافلات، وكانت وزارة الثقافة تخطط لتجديد المسرح كمبنى أثري في مجمل التطويرات التي من المفترض أن تطال منطقة القاهرة الفاطمية.

## حريق المسرح القومى عام 2008
شب حريق في صالة العرض بالمسرح القومى مساء يوم 27 سبتمبر 2008 في وقت كان يسود فيه الهدوء التام مع استعداد المصريين لتناول طعام الإفطار بعد غروب الشمس.
وقالت مصدر بالإدارة العامة للدفاع المدني والإطفاء إن النيران بدأت في الاشتعال في نحو الخامسة وخمس وثلاثين دقيقة بتوقيت القاهرة وبدأت بستارة المسرح واستمرت نحو ساعتين
وأضاف أن أكثر من 30 سيارة إطفاء انتقلت إلى المسرح المشتعل الذي يقع في ميدان العتبة حيث توجد الإدارة الرئيسية للحماية المدنية بالعاصمة.